# Journée mondiale contre le cancer
La Journée mondiale de lutte contre le cancer est une journée internationale consacrée à la prévention, la détection la lutte contre la stigmatisation et le traitement du cancer. Elle est organisée tous les 4 février.